# Hans Pfeiffer Verlag
Der Hans Pfeiffer Verlag war eine Anfang der 1920er Jahre auf dem Gebiet des späteren Staates Polen gegründete Buchdruckerei, die später als Buchverlag in den 1960er und 1970er Jahren in der niedersächsischen Landeshauptstadt Hannover tätig war.

## Geschichte
Die Verlagsgeschichte begann kurz nach dem Ersten Weltkrieg, als der Unternehmer Karl Pfeiffer 1920 eine Buchdruckerei in Schwetz an der Weichsel eröffnete, von wo die Unternehmerfamilie jedoch vertrieben wurde.
Im Jahr 1925 begründete der spätere Verlagsinhaber Hans Pfeiffer, Sohn des Firmengründers, die Buchdruckerei ein weiteres Mal, diesmal aber in Landsberg an der Warthe.
Zu Beginn des Zweiten Weltkrieges wurden 1939 der Verlagsleiter und seine sämtlichen Mitarbeiter zum Kriegsdienst einberufen, darunter insbesondere zunächst gegen den Staat Polen. In der Folge wurden die meisten Deutschen von der überlebenden polnischen Bevölkerung vom Gebiet des dann neu gegründeten Staates vertrieben, darunter auch die Familie Pfeiffer.
1963 gründete Hans Pfeiffer in Hannover den nach ihm benannten Verlag zunächst als Einzelfirma. Zum 1. November 1967 wurde die Firma mit der Rechtsform als GmbH umfirmiert. Die Löschung des Unternehmens aus dem Handelsregister beim Amtsgericht Hannover erfolgte zum 19. September 1974.